# الوناس قواوي
الوناس قواوي (من مواليد 28 سبتمبر 1977)، لاعب كرة قدم جزائري سابق لعب كحارس مرمى. لعب لعدة أندية جزائرية وتألق فيها يشهد له من طرف الجميع بأخلاقه العالية وانضباطه هو المدرب الحالي لحراس المرمى في شبيبة القبائل.
أما عن لعبه لمنتخب الجزائر كان له الفضل في التأهل للعب كأس العالم لكن حرم من اللعب في مونديال جنوب افرقيا سنة 2010 لم يشارك حتى دقيقة واحدة كتكريم لهذا الحارس الخلوق. أخرج من الباب الضيق رغم كل مجهودته مع المنتخب كان مدرب المنتخب انذاك هو رابح سعدان ورئيس الإتحادية محمد روراوة وتبقى خيارات المدرب وجب إحترامها.

## مسيرته الرياضية
كان قواوي عضوا في المنتخب الجزائري الذي خسر في ربع نهائي كأس الأمم الأفريقية 2004. وكان حتى وقت قريب الحارس الأول للجزائر ولعب في جميع التصفيات المؤهلة لكأس العالم 2010 لبلاده، لكن الإيقاف والتهاب الزائدة الدودية أجبراه على التغيب عن مباراة تصفيات كأس العالم ضد مصر والتغيب عن كأس الأمم الإفريقية 2010 حيث تم استبداله فوزي شاوشي. كلفته هذه الفترة الطويلة من عدم النشاط مكانه كحارس مرمى أول في نهائيات كأس العالم، على الرغم من اختياره في البداية في التشكيلة النهائية.

## روابط خارجية
- الوناس قواوي على موقع الاتحاد الدولي (مؤرشف)  (الإنجليزية)
- الوناس قواوي على موقع إي إس بي إن إف سي (الإنجليزية)
- الوناس قواوي على موقع قاعدة بيانات كرة القدم.إي يو (الإنجليزية)
- الوناس قواوي على موقع ناشيونال فوتبول تيمز (الإنجليزية)
- الوناس قواوي على موقع Soccerway.com (الإنجليزية)
- الوناس قواوي على موقع عالم كرة القدم.نت (الإنجليزية)
- الوناس قواوي على موقع AS.com (الإسبانية)